# Goodenia larapinta
Goodenia larapinta är en tvåhjärtbladig växtart som beskrevs av Tate. Goodenia larapinta ingår i släktet Goodenia och familjen Goodeniaceae. Inga underarter finns listade i Catalogue of Life.